# Dentobunus buruensis
Dentobunus buruensis is een hooiwagen uit de familie Sclerosomatidae.